# Lasiosina emiliae
Lasiosina emiliae är en tvåvingeart som beskrevs av Dely-draskovits 1982. Lasiosina emiliae ingår i släktet Lasiosina och familjen fritflugor.
Artens utbredningsområde är Uzbekistan. Inga underarter finns listade i Catalogue of Life.